# Ischalia nigrovittata
Ischalia nigrovittata is een keversoort uit de familie Ischaliidae. De wetenschappelijke naam van de soort is voor het eerst geldig gepubliceerd in 1940 door Pic.